# 全国高等学校野球選手権島根大会
全国高等学校野球選手権島根大会（ぜんこくこうとうがっこうやきゅうせんしゅけんしまねたいかい）は、島根県で開催される全国高等学校野球選手権大会の県予選。第1回大会 - 第29回大会は山陰大会、第30回大会 - 第39回大会は東中国大会、第41回 - 第56回は西中国大会、第57回大会 - 第59回大会は山陰大会に参加していた。

## 使用球場
- 松江市営野球場
- 島根県立浜山公園野球場

浜田市野球場・江津市民球場の2球場も過去に使用されていた。

## 大会結果

### 全国中等学校優勝野球山陰大会島根予選
1915・1946年は優勝校のみ、他の年は優勝校・準優勝校が山陰大会に出場
| 年度（大会）         | 校数 | 優勝校 | 決勝スコア | 準優勝校 |
| -------------------- | ---- | ------ | ---------- | -------- |
| 1915年（第1回大会）  | 2    | 杵築中 | 9 - 3      | 松江中   |
| 1932年（第18回大会） | 5    | 松江中 | 13 - 12    | 島根商   |
| 1933年（第19回大会） | 6    | 松江中 | 9 - 0      | 大田中   |
| 1934年（第20回大会） | 6    | 松江商 | 8 - 3      | 浜田中   |
| 1935年（第21回大会） | 6    | 松江商 | 9 - 3      | 大田中   |
| 1936年（第22回大会） | 6    | 松江商 | 5 - 2      | 松江中   |
| 1937年（第23回大会） | 6    | 大田中 | 4 - 0      | 浜田中   |
| 1938年（第24回大会） | 6    | 大社中 | 10 - 3     | 大田中   |
| 1939年（第25回大会） | 6    | 松江商 | 4 - 3      | 浜田中   |
| 1940年（第26回大会） | 6    | 松江商 | 2 - 1      | 大社中   |
| 1946年（第28回大会） | 7    | 松江中 | 15 - 4     | 大社中   |
| 1947年（第29回大会） | 7    | 松江中 | 2 - 1      | 松江商   |

### 全国高等学校野球選手権東中国大会島根予選
優勝校・準優勝校が東中国大会に出場（1949・1952・1955年は優勝校・準優勝校に加えて準決勝敗退の2校も東中国大会に出場）
| 年度（大会）         | 校数 | 優勝校 | 決勝スコア | 準優勝校 |
| -------------------- | ---- | ------ | ---------- | -------- |
| 1948年（第30回大会） | 7    | 浜田一 | 5 - 3      | 松江一   |
| 1949年（第31回大会） | 8    | 浜田   | 4 - 1      | 松江     |
| 1950年（第32回大会） | 10   | 松江   | 12 - 0     | 浜田     |
| 1951年（第33回大会） | 11   | 出雲   | 15 - 7     | 松江産   |
| 1952年（第34回大会） | 12   | 浜田   | 7 - 1      | 出雲     |
| 1953年（第35回大会） | 13   | 出雲   | 4 - 1      | 浜田     |
| 1954年（第36回大会） | 13   | 浜田   | 3 - 2      | 江津工   |
| 1955年（第37回大会） | 13   | 大社   | 7 - 0      | 出雲     |
| 1956年（第38回大会） | 16   | 安来   | 5 - 3      | 出雲産   |
| 1957年（第39回大会） | 16   | 松江商 | 4 - 3      | 大社     |

### 全国高等学校野球選手権西中国大会島根予選
1959年は優勝校のみ、他の年は上位2校が西中国大会に出場
| 年度（大会）         | 校数 | 優勝校            | 決勝スコア | 準優勝校 |
| -------------------- | ---- | ----------------- | ---------- | -------- |
| 1959年（第41回大会） | 20   | 大田              | 6 - 0      | 安来     |
| 1960年（第42回大会） | 19   | 大社 出雲産       | -          | -        |
| 1961年（第43回大会） | 22   | 安来 大社         | -          | -        |
| 1962年（第44回大会） | 22   | 浜田 益田         | -          | -        |
| 1964年（第46回大会） | 23   | 松江商 出雲商     | -          | -        |
| 1965年（第47回大会） | 23   | 安来 大田         | -          | -        |
| 1966年（第48回大会） | 25   | 松江商 邇摩       | -          | -        |
| 1967年（第49回大会） | 27   | 浜田水産 益田農林 | -          | -        |
| 1969年（第51回大会） | 28   | 江津工 江津       | -          | -        |
| 1970年（第52回大会） | 29   | 江津工 安来       | -          | -        |
| 1971年（第53回大会） | 28   | 出雲西 浜田       | -          | -        |
| 1972年（第54回大会） | 28   | 出雲西 江の川     | -          | -        |
| 1974年（第56回大会） | 29   | 浜田 大田         | -          | -        |
| 1975年（第57回大会） | 29   | 大社 江の川       | -          | -        |
| 1976年（第58回大会） | 29   | 浜田 出雲         | -          | -        |
| 1977年（第59回大会） | 29   | 出雲商 浜田       | -          | -        |

### 全国高等学校野球選手権島根大会
優勝校は全国大会に出場
| 年度（大会）          | 校数 | 優勝校     | 決勝スコア | 準優勝校   | 備考     |
| --------------------- | ---- | ---------- | ---------- | ---------- | -------- |
| 1958年（第40回大会）  | 17   | 益田産     | 2x - 1     | 浜田       |          |
| 1963年（第45回大会）  | 23   | 大社       | 3 - 2      | 邇摩       |          |
| 1968年（第50回大会）  | 29   | 浜田       | 13 - 3     | 三刀屋     |          |
| 1973年（第55回大会）  | 29   | 浜田商     | 2 - 0      | 松江商     |          |
| 1978年（第60回大会）  | 29   | 三刀屋     | 3x - 2     | 松江商     | 延長11回 |
| 1979年（第61回大会）  | 29   | 浜田       | 15 - 2     | 出雲商     |          |
| 1980年（第62回大会）  | 30   | 浜田       | 4 - 1      | 出雲工     |          |
| 1981年（第63回大会）  | 30   | 浜田       | 4 - 1      | 邇摩       |          |
| 1982年（第64回大会）  | 30   | 益田       | 4 - 0      | 大社       |          |
| 1983年（第65回大会）  | 31   | 大田       | 5 - 3      | 大社       |          |
| 1984年（第66回大会）  | 32   | 益田東     | 6 - 2      | 浜田       |          |
| 1985年（第67回大会）  | 32   | 大社       | 2 - 1      | 益田東     |          |
| 1986年（第68回大会）  | 32   | 浜田商     | 2 - 1      | 平田       |          |
| 1987年（第69回大会）  | 32   | 江の川     | 8x - 7     | 川本       |          |
| 1988年（第70回大会）  | 34   | 江の川     | 9 - 1      | 大社       |          |
| 1989年（第71回大会）  | 36   | 出雲商     | 4 - 2      | 松江東     |          |
| 1990年（第72回大会）  | 38   | 津和野     | 5 - 2      | 江の川     |          |
| 1991年（第73回大会）  | 39   | 益田農林   | 7 - 2      | 隠岐       |          |
| 1992年（第74回大会）  | 39   | 大社       | 5 - 3      | 江の川     |          |
| 1993年（第75回大会）  | 39   | 松江第一   | 16 - 3     | 松江工     |          |
| 1994年（第76回大会）  | 40   | 江の川     | 5 - 2      | 大社       |          |
| 1995年（第77回大会）  | 40   | 江の川     | 10 - 1     | 松江商     |          |
| 1996年（第78回大会）  | 40   | 益田東     | 3 - 1      | 開星       |          |
| 1997年（第79回大会）  | 40   | 浜田       | 2 - 1      | 矢上       |          |
| 1998年（第80回大会）  | 40   | 浜田       | 7 - 4      | 三刀屋     |          |
| 1999年（第81回大会）  | 40   | 浜田       | 17 - 11    | 江の川     |          |
| 2000年（第82回大会）  | 40   | 益田東     | 2 - 1      | 淞南学園   |          |
| 2001年（第83回大会）  | 40   | 開星       | 21 - 0     | 出雲工     |          |
| 2002年（第84回大会）  | 40   | 開星       | 8 - 4      | 立正大淞南 |          |
| 2003年（第85回大会）  | 40   | 江の川     | 8 - 3      | 隠岐       |          |
| 2004年（第86回大会）  | 40   | 浜田       | 5 - 3      | 浜田商     |          |
| 2005年（第87回大会）  | 40   | 江の川     | 5 - 1      | 大社       |          |
| 2006年（第88回大会）  | 40   | 開星       | 9 - 5      | 出雲北陵   |          |
| 2007年（第89回大会）  | 40   | 開星       | 7 - 3      | 江の川     |          |
| 2008年（第90回大会）  | 39   | 開星       | 12 - 1     | 大社       |          |
| 2009年（第91回大会）  | 39   | 立正大淞南 | 12 - 3     | 大社       |          |
| 2010年（第92回大会）  | 39   | 開星       | 4 - 0      | 大田       |          |
| 2011年（第93回大会）  | 39   | 開星       | 12 - 2     | 石見智翠館 |          |
| 2012年（第94回大会）  | 39   | 立正大淞南 | 6 - 5      | 石見智翠館 |          |
| 2013年（第95回大会）  | 39   | 石見智翠館 | 10 - 6     | 立正大淞南 |          |
| 2014年（第96回大会）  | 39   | 開星       | 9 - 4      | 大社       |          |
| 2015年（第97回大会）  | 39   | 石見智翠館 | 12 - 6     | 大東       |          |
| 2016年（第98回大会）  | 39   | 出雲       | 6 - 1      | 立正大淞南 |          |
| 2017年（第99回大会）  | 39   | 開星       | 5 - 2      | 益田東     |          |
| 2018年（第100回大会） | 39   | 益田東     | 6 - 0      | 石見智翠館 |          |
| 2019年（第101回大会） | 39   | 石見智翠館 | 8x - 7     | 開星       | 延長13回 |
| 2020年（第102回大会） | -    | （中止）   | （中止）   | （中止）   | 独自大会 |
| 2021年（第103回大会） | 39   | 石見智翠館 | 8 - 0      | 大社       |          |
| 2022年（第104回大会） | 38   | 浜田       | 9 - 4      | 飯南       |          |
| 2023年（第105回大会） | 38   | 立正大淞南 | 3 - 0      | 益田東     |          |
| 2024年（第106回大会） | 38   | 大社       | 3 - 2      | 石見智翠館 |          |
| 2025年（第107回大会） | 37   | 開星       | 26 - 2     | 松江南     |          |

- 校数は連合チームを1校とする。

## 令和2年度島根県高等学校夏季野球大会
2020年に開催予定の第102回全国高等学校野球選手権大会が新型コロナウイルス感染症（COVID-19）の流行により本大会と地方大会が全て中止となった事に伴い、島根県では独自の代替大会として「令和2年度島根県高等学校夏季野球大会」が7月17日から8月4日まで参加39チームで開催された。大会はトーナメント方式で開催され、延長10回表からタイブレークが適用される。球場での試合観戦は控え部員および部員の保護者2名に限られた。
- 決勝（8月4日：島根県立浜山公園野球場）

|            | 1 | 2 | 3 | 4 | 5 | 6 | 7 | 8 | 9 | R  |
| ---------- | - | - | - | - | - | - | - | - | - | -- |
| 立正大淞南 | 2 | 0 | 0 | 2 | 1 | 0 | 0 | 0 | 0 | 5  |
| 益田東     | 0 | 2 | 0 | 4 | 0 | 0 | 0 | 4 | X | 10 |

## 大会記録
投手記録
- 大会通算奪三振：宗近守平（江津） 69個（1954年・5試合）

野手記録
- 大会通算打率：来田良博（浜田） .813（16打数13安打）（1980年・5試合）
- 大会通算本塁打：谷繁元信（江の川） 7本塁打（1988年）
- 個人連続試合本塁打：谷繁元信（江の川） 5試合連続（1988年）
- 1試合最多本塁打：谷繁元信（江の川） 3本塁打（1988年）

## 備考
- 浜田が2度（1979年 - 1981年、1997年 - 1999年）、開星が1度（2006年 - 2008年）大会3連覇を達成している。
- 学校名の変更は次の通り。益田翔陽（旧・益田農林）、開星（旧・松江第一）、石見智翠館（旧・江の川）、立正大淞南（旧・淞南学園）

## 放送
- NHK松江放送局（テレビ・ラジオともに決勝。2024年までテレビ：準決勝以降、ラジオ：準々決勝以降[1]）
- 山陰放送（BSSは鳥取県もカバーしているが、テレビ中継は島根大会の準決勝・決勝のみ担当。ラジオは鳥取県担当、過去には島根県も担当）

BSSは2009年以後の平日はJNN協定のため、「ひるおび!」を必ず全ネットしなければいけないため、その時間帯は中断される。2012年まで決勝は後日スカイ・エーで全編 録画中継を行っていた。2021年は「バーチャル高校野球」で準々決勝以降が配信される。2022年は大会全試合を配信。